# Cal Cardenal (Palafrugell)
Cal Cardenal és una obra neoclàssica de Palafrugell (Baix Empordà) protegida com a Bé Cultural d'Interès Local.

## Descripció
Casa urbana entre mitgeres, de tres plantes i tres crugies. La façana és simètrica, amb ritmes verticals. A cada planta hi ha tres obertures. El portal d'accés és d'arc i té dues finestres amb reixa, una a cada banda. Als dos pisos hi ha un balconet semicircular, mentre que a les crugies laterals hi ha grans balconades. Sota les llosanes dels balconets hi ha grosses mènsules de terracota. Una d'elles representa una dama de llarga cabellera i l'altre un bust militar. L'arrebossat té incisions imitant carreus.
L'interior de la casa està ben cuidat. Les habitacions tenen les bigues vistes. Destaquen els arrambadors de rajola policroma amb decoració modernista. A la decoració de ferro forjat de la tarja de la porta hi figura l'any 1858.